# Rafael Álvarez de Lara
Rafael Álvarez de Lara (1 de março de 1981) é um desportista espanhol que competiu no ciclismo de montanha na disciplina de cross country para quatro. Ganhou uma medalha de ouro no Campeonato Mundial de Ciclismo de Montanha de 2008.

## Palmarés internacional
| Campeonato Mundial | Campeonato Mundial    | Campeonato Mundial | Campeonato Mundial   |
| Ano                | Lugar                 | Medalha            | Competição           |
| ------------------ | --------------------- | ------------------ | -------------------- |
| 2008               | Val di Sole ( Itália) | Medalha de ouro    | Cross country para 4 |